# Инцидент в пролива на Корфу
Инцидентът в пролива на Корфу е условно название на три отделни въоръжени инцидента между Албания и Великобритания през 1946 г. Жертвите са общо 86 британски моряци, 2 британски разрушителя излизат от строя и от британските ВМС.

## Предистория
Това е първият сериозен инцидент след т.нар. Иранска криза, имащ характер на въоръжен сблъсък след края ВСВ (няма и година от безусловната капитулация на Япония) и формално слагащ началото на Студената война. При гласуването на двете резолюции на СС на ООН с № 19 и 22 от 1947 г., СССР и Полша, а при едната и Сирия, се въздържат да подкрепят Великобритания в обвиненията ѝ към Албания за вината за тези инциденти. По това време бушува гражданска война в Гърция, а албанското държавно ръководство не знае за сключеното процентно споразумение, в което даже Албания не фигурира като субект (Албания е единствената страна-членка на Варшавския договор по-късно, в която не е влизала Червената армия). Съветският съюз не иска да нагнетява международната обстановка и се въздържа при гласуванията в СС на ООН, предвид напредъка на ядрената програма на СССР.

## Първи инцидент
Първият инцидент се разиграва на 15 май 1946 г., когато албанската брегова охрана обстрелва два британски миноносеца, извършващи инспекция и прочистване на провлака от мини.

## Втори инцидент
Вторият инцидент, който е и най-сериозния, се случва на 22 октомври същата година, когато два британски разрушителя претърпяват материални и човешки загуби, след като попадат на мини в смятаните за безопасни води, намиращи се в близост до албанското крайбрежие. Албанската брегова артилерия няма отношение към инцидента, при който последователно и двата британски разрушителя се натъкват на две немски морски мини в непосредствена близост до албанския бряг. Британското правителство хвърля афектно и изначално вината върху два югославски военни кораба, които пребивават в пролива на 20 октомври същата година, т.е. че югославяните и албанците са минирали заедно пролива (Албания няма военноморски сили по това време). Постфактум се изяснява, че мините са немски и от ВСВ.

## Трети инцидент
Третият инцидент се случва между 12 и 13 ноември 1946 г., когато британски кораби нарушават териториалните води на Албания, която се оплаква пред ООН. Британското правителство отнася случая да Съвета за сигурност и завежда дело пред Международния съд, обвинявайки Албания, че залага мини във водите на канала, и настоявайки за изплащане на репарации за нанесените върху корабите ѝ щети. Албания отхвърля обвиненията и отказва да плати на Великобритания присъдената от Международния съд сума за обезщетение, което става причина Великобритания да изземе 1574 килограма албанско злато, депозирано в трезорите на Банк ъф Ингланд.

## Последици
В крайна сметка, инцидентът предизвиква прекратяване на преговорите за възобновяване на дипломатическите отношения между Албания и Великобритания, които са възстановени едва през 1991 г. След края на Студената война, Великобритания и Франция изтъкват резерви към започването на преговори за влизането на Албания в ЕС, заради т.нар. албанска мафия. Това е причината, началото на преговорния процес между Албания и ЕС да се проточи с близо десетилетие.